# Condado de Eastland
O Condado de Eastland é um dos 254 condados do estado norte-americano do Texas. A sede do condado é Eastland, e sua maior cidade é Eastland.
O condado possui uma área de 2 414 km² (dos quais 15 km² estão cobertos por água), uma população de 18 297 habitantes, e uma densidade populacional de 8 hab/km² (segundo o censo nacional de 2000).
O condado foi criado em 1858.